# خانواده معراج
خانواده معراج (به انگلیسی: Merage family) خانواده بازرگان ایرانی یهودی‌تبار مقیم شهرستان اورنج، کالیفرنیا است، که در سال ۱۹۷۰ شرکت شف امریکا را تأسیس نمودند. این شرکت در سال ۲۰۰۲ به ارزش ۲٫۶ میلیارد دلار، به شرکت نستله فروخته شد.
مشهورترین افراد این خانواده، دیوید و پل معراج می‌باشند. خانواده معراج در سال ۱۹۸۳ اقدام به راه‌اندازی شرکت هات پاکتس نمود. این شرکت که در زمینه تولید اسنک و ساندویچ‌های منجمد فعالیت می‌کند، هم‌اکنون ارزشی معادل ۴٫۵ میلیارد دلار دارد و کارخانجات تولیدی آن، در شهرهای سولون، اوهایو و ارواین، کالیفرنیا مستقر می‌باشند. این خانواده همچنین مالک بنیاد معراج نیز می‌باشد، که در سال ۲۰۰۴ در ارواین راه‌اندازی شد.